# Liste des titres musicaux numéro un au Royaume-Uni en 1988
Cette page liste les titres classés no 1 des ventes de disques au Royaume-Uni pour l'année 1988 selon The Official Charts Company.
Les classements hebdomadaires sont issus des UK Singles Chart et UK Albums Chart. Ils sont dévoilés le dimanche.

## Classement des singles
| №  | Date         | Artiste                                       | Titre                                                   | Référence |
| -- | ------------ | --------------------------------------------- | ------------------------------------------------------- | --------- |
| 1  | 3 janvier    | Pet Shop Boys                                 | Always on My Mind                                       |           |
| 2  | 10 janvier   | Belinda Carlisle                              | Heaven Is a Place on Earth                              |           |
| 3  | 17 janvier   | Belinda Carlisle                              | Heaven Is a Place on Earth                              |           |
| 4  | 24 janvier   | Tiffany                                       | I Think We're Alone Now                                 |           |
| 5  | 31 janvier   | Tiffany                                       | I Think We're Alone Now                                 |           |
| 6  | 7 février    | Tiffany                                       | I Think We're Alone Now                                 |           |
| 7  | 14 février   | Kylie Minogue                                 | I Should Be So Lucky                                    |           |
| 8  | 21 février   | Kylie Minogue                                 | I Should Be So Lucky                                    |           |
| 9  | 28 février   | Kylie Minogue                                 | I Should Be So Lucky                                    |           |
| 10 | 6 mars       | Kylie Minogue                                 | I Should Be So Lucky                                    |           |
| 11 | 13 mars      | Kylie Minogue                                 | I Should Be So Lucky                                    |           |
| 12 | 20 mars      | Aswad                                         | Don't Turn Around                                       |           |
| 13 | 27 mars      | Aswad                                         | Don't Turn Around                                       |           |
| 14 | 3 avril      | Pet Shop Boys                                 | Heart                                                   |           |
| 15 | 10 avril     | Pet Shop Boys                                 | Heart                                                   |           |
| 16 | 17 avril     | Pet Shop Boys                                 | Heart                                                   |           |
| 17 | 24 avril     | S'Express                                     | Theme from S'Express                                    |           |
| 18 | 1er mai      | S'Express                                     | Theme from S'Express                                    |           |
| 19 | 8 mai        | Fairground Attraction                         | Perfect                                                 |           |
| 20 | 15 mai       | Wet Wet Wet, Billy Bragg with Cara Tivey (en) | With a Little Help from My Friends / She's Leaving Home |           |
| 21 | 22 mai       | Wet Wet Wet, Billy Bragg with Cara Tivey (en) | With a Little Help from My Friends / She's Leaving Home |           |
| 22 | 29 mai       | Wet Wet Wet, Billy Bragg with Cara Tivey (en) | With a Little Help from My Friends / She's Leaving Home |           |
| 23 | 5 juin       | Wet Wet Wet, Billy Bragg with Cara Tivey (en) | With a Little Help from My Friends / She's Leaving Home |           |
| 24 | 12 juin      | The Timelords                                 | Doctorin' the Tardis                                    |           |
| 25 | 19 juin      | Bros                                          | I Owe You Nothing                                       |           |
| 26 | 26 juin      | Bros                                          | I Owe You Nothing                                       |           |
| 27 | 3 juillet    | Glenn Medeiros                                | Nothing's Gonna Change My Love for You                  |           |
| 28 | 10 juillet   | Glenn Medeiros                                | Nothing's Gonna Change My Love for You                  |           |
| 29 | 17 juillet   | Glenn Medeiros                                | Nothing's Gonna Change My Love for You                  |           |
| 30 | 24 juillet   | Glenn Medeiros                                | Nothing's Gonna Change My Love for You                  |           |
| 31 | 31 juillet   | Yazz and the Plastic Population               | The Only Way Is Up                                      |           |
| 32 | 7 août       | Yazz and the Plastic Population               | The Only Way Is Up                                      |           |
| 33 | 14 août      | Yazz and the Plastic Population               | The Only Way Is Up                                      |           |
| 34 | 21 août      | Yazz and the Plastic Population               | The Only Way Is Up                                      |           |
| 35 | 28 août      | Yazz and the Plastic Population               | The Only Way Is Up                                      |           |
| 36 | 4 septembre  | Phil Collins                                  | A Groovy Kind of Love                                   |           |
| 37 | 11 septembre | Phil Collins                                  | A Groovy Kind of Love                                   |           |
| 38 | 18 septembre | The Hollies                                   | He Ain't Heavy, He's My Brother                         |           |
| 39 | 25 septembre | The Hollies                                   | He Ain't Heavy, He's My Brother                         |           |
| 40 | 2 octobre    | U2                                            | Desire                                                  |           |
| 41 | 9 octobre    | Whitney Houston                               | One Moment in Time                                      |           |
| 42 | 16 octobre   | Whitney Houston                               | One Moment in Time                                      |           |
| 43 | 23 octobre   | Enya                                          | Orinoco Flow                                            |           |
| 44 | 30 octobre   | Enya                                          | Orinoco Flow                                            |           |
| 45 | 6 novembre   | Enya                                          | Orinoco Flow                                            |           |
| 46 | 13 novembre  | Robin Beck                                    | First Time                                              |           |
| 47 | 20 novembre  | Robin Beck                                    | First Time                                              |           |
| 48 | 27 novembre  | Robin Beck                                    | First Time                                              |           |
| 49 | 4 décembre   | Cliff Richard                                 | Mistletoe and Wine                                      |           |
| 50 | 11 décembre  | Cliff Richard                                 | Mistletoe and Wine                                      |           |
| 51 | 18 décembre  | Cliff Richard                                 | Mistletoe and Wine                                      |           |
| 52 | 25 décembre  | Cliff Richard                                 | Mistletoe and Wine                                      |           |

## Classement des albums
| №  | Date         | Artiste              | Titre                                                      | Référence |
| -- | ------------ | -------------------- | ---------------------------------------------------------- | --------- |
| 1  | 3 janvier    | Compilation          | Now That's What I Call Music 10                            |           |
| 2  | 10 janvier   | Wet Wet Wet          | Popped In Souled Out                                       |           |
| 3  | 17 janvier   | Johnny Hates Jazz    | Turn Back the Clock                                        |           |
| 4  | 24 janvier   | Terence Trent D'Arby | Introducing the Hardline According to Terence Trent D'Arby |           |
| 5  | 31 janvier   | Terence Trent D'Arby | Introducing the Hardline According to Terence Trent D'Arby |           |
| 6  | 7 février    | Terence Trent D'Arby | Introducing the Hardline According to Terence Trent D'Arby |           |
| 7  | 14 février   | Terence Trent D'Arby | Introducing the Hardline According to Terence Trent D'Arby |           |
| 8  | 21 février   | Terence Trent D'Arby | Introducing the Hardline According to Terence Trent D'Arby |           |
| 9  | 28 février   | Terence Trent D'Arby | Introducing the Hardline According to Terence Trent D'Arby |           |
| 10 | 6 mars       | Terence Trent D'Arby | Introducing the Hardline According to Terence Trent D'Arby |           |
| 11 | 13 mars      | Terence Trent D'Arby | Introducing the Hardline According to Terence Trent D'Arby |           |
| 12 | 20 mars      | Morrissey            | Viva Hate                                                  |           |
| 13 | 27 mars      | Compilation          | Now That's What I Call Music 11                            |           |
| 14 | 3 avril      | Compilation          | Now That's What I Call Music 11                            |           |
| 15 | 10 avril     | Compilation          | Now That's What I Call Music 11                            |           |
| 16 | 17 avril     | Iron Maiden          | Seventh Son of a Seventh Son                               |           |
| 17 | 24 avril     | Erasure              | The Innocents                                              |           |
| 18 | 1er mai      | Fleetwood Mac        | Tango in the Night                                         |           |
| 19 | 8 mai        | Fleetwood Mac        | Tango in the Night                                         |           |
| 20 | 15 mai       | Prince               | Lovesexy                                                   |           |
| 21 | 22 mai       | Fleetwood Mac        | Tango in the Night                                         |           |
| 22 | 29 mai       | Compilation          | Nite Flite                                                 |           |
| 23 | 5 juin       | Compilation          | Nite Flite                                                 |           |
| 24 | 12 juin      | Compilation          | Nite Flite                                                 |           |
| 25 | 19 juin      | Compilation          | Nite Flite                                                 |           |
| 26 | 26 juin      | Tracy Chapman        | Tracy Chapman                                              |           |
| 27 | 3 juillet    | Tracy Chapman        | Tracy Chapman                                              |           |
| 28 | 10 juillet   | Tracy Chapman        | Tracy Chapman                                              |           |
| 29 | 17 juillet   | Compilation          | Now That's What I Call Music 12                            |           |
| 30 | 24 juillet   | Compilation          | Now That's What I Call Music 12                            |           |
| 31 | 31 juillet   | Compilation          | Now That's What I Call Music 12                            |           |
| 32 | 7 août       | Compilation          | Now That's What I Call Music 12                            |           |
| 33 | 14 août      | Compilation          | Now That's What I Call Music 12                            |           |
| 34 | 21 août      | Kylie Minogue        | Kylie                                                      |           |
| 35 | 28 août      | Kylie Minogue        | Kylie                                                      |           |
| 36 | 4 septembre  | Kylie Minogue        | Kylie                                                      |           |
| 37 | 11 septembre | Kylie Minogue        | Kylie                                                      |           |
| 38 | 18 septembre | Compilation          | Hot City Nights                                            |           |
| 39 | 25 septembre | Bon Jovi             | New Jersey                                                 |           |
| 40 | 2 octobre    | Bon Jovi             | New Jersey                                                 |           |
| 41 | 9 octobre    | Chris de Burgh       | Flying Colours                                             |           |
| 42 | 16 octobre   | U2                   | Rattle and Hum                                             |           |
| 43 | 23 octobre   | Dire Straits         | Money for Nothing                                          |           |
| 44 | 30 octobre   | Dire Straits         | Money for Nothing                                          |           |
| 45 | 6 novembre   | Dire Straits         | Money for Nothing                                          |           |
| 46 | 13 novembre  | Kylie Minogue        | Kylie                                                      |           |
| 47 | 20 novembre  | Kylie Minogue        | Kylie                                                      |           |
| 48 | 27 novembre  | Compilation          | Now That's What I Call Music XIII                          |           |
| 49 | 4 décembre   | Compilation          | Now That's What I Call Music XIII                          |           |
| 50 | 11 décembre  | Compilation          | Now That's What I Call Music XIII                          |           |
| 51 | 18 décembre  | Cliff Richard        | Private Collection: 1979-1988                              |           |
| 52 | 25 décembre  | Cliff Richard        | Private Collection: 1979-1988                              |           |

## Meilleures ventes de l'année
C'est Cliff Richard qui réalise la meilleure vente annuelle de singles avec Mistletoe and Wine, une chanson de Noël écoulée à 737 000 exemplaires. Il est suivi par Yazz and the Plastic Population avec The Only Way Is Up, grand succès de la house music avec 630 000 ventes. La chanteuse australienne Kylie Minogue est classée 3e et 4e avec respectivement I Should Be So Lucky (616 000 copies vendues) et son duo avec Jason Donovan, Especially for You, qui trouve 555 000 acquéreurs (ce titre reste à la 2e place du classement hebdomadaire les quatre semaines du mois de décembre 1988 et ne sera numéro 1 que début janvier 1989). La cinquième place est occupée par la chanteuse américaine Tiffany grâce aux 498 000 exemplaires vendus de I Think We're Alone Now.
| Singles | Albums |
| --- | --- |
| 1. Cliff Richard – Mistletoe and Wine 2. Yazz and the Plastic Population - The Only Way Is Up 3. Kylie Minogue – I Should Be So Lucky 4. Kylie Minogue & Jason Donovan - Especially for You 5. Tiffany - I Think We're Alone Now 6. Glenn Medeiros - Nothing's Gonna Change My Love for You 7. Phil Collins - A Groovy Kind of Love 8. The Hollies - He Ain't Heavy, He's My Brother 9. Wet Wet Wet, Billy Bragg with Cara Tivey - With a Little Help from My Friends 10. Womack & Womack - Teardrops | 1. Kylie Minogue – Kylie 2. Cliff Richard - Private Collection: 1979-1988 3. Michael Jackson - Bad 4. Bros - Push 5. Compilation - Now That's What I Call Music XIII 6. Wet Wet Wet - Popped in Souled Out 7. Fleetwood Mac - Tango in the Night 8. U2 - Rattle and Hum 9. Tracy Chapman - Tracy Chapman 10. Terence Trent D'Arby - Introducing the Hardline According to Terence Trent D'Arby |